# Padilla (Boliwia)
Padilla – miasto w Boliwii, w departamencie Chuquisaca, w prowincji Tomina.